# Erwin Christian Scholz
Erwin Christian Scholz (* 6. August 1910 in Wien; † 1. September 1977 ebenda) war ein österreichischer Pianist, Komponist und Musikwissenschaftler.

## Leben und Werk
Erwin Christian Scholz studierte an der Staatsakademie für Musik und darstellende Kunst in Wien. Seit 1932 fungierte er dort als Leiter der Bocklettschen Klavierschule. Von 1934 bis 1939 wirkte er als Dozent für Musiktheorie an der Urania und als Musiklehrer am Realgymnasium Wien. Seit 1946 war er Leiter der Klavierklasse am Horak-Konservatorium und Lehrer für Musik der Bundeslehrerbildungsanstalt in Wien sowie seit 1954 Lehrer für Klavierspiel an der Musikakademie. 1956 wurde er dort zum Professor ernannt. 1977 wurde er dort emeritiert.
Erwin Christian Scholz komponierte Werke für Klavier, Kammermusik, zahlreiche Lieder, Chor- und Orchesterwerke. Er fungierte als Herausgeber von älteren Musikwerken.